# Anatoliy Skorokhod
Anatoliy Volodymyrovych Skorokhod (in ucraino Анато́лій Володи́мирович Скорохо́д?; Nikopol', 10 settembre 1930 – Lansing, 3 gennaio 2011) è stato un matematico ucraino, accademico dell'Accademia Nazionale delle Scienze dell'Ucraina, dal 1985 alla morte nel 2011.

## Biografia
Tra il 1956 e il 1964 lavorò all'Università di Kiev. Dal 1964 al 2002, oltre a essere ancora professore all'università, lavorò all'Istituto di Matematica dell'Accademia Nazionale delle Scienze dell'Ucraina. Dal 1993 divenne professore anche alla Michigan State University e membro dell'American Academy of Arts and Sciences.
Si è occupato di teorie su equazioni differenziali stocastiche, processi stocastici, teoremi del limite, distribuzione di probabilità e processo di Markov.
È autore di oltre 450 opere scientifiche, tra cui più di 40 monografie.

## Opere principali
- con I. I. Gikhman: Introduction to the theory of random processes, W. B. Saunders 1969, Dover 1996
- con I. I. Gikhman: Stochastic Differential Equations, Springer Verlag 1972
- con I. I. Gikhman: Controlled stochastic processes, Springer Verlag 1979
- con I. I. Gikhman: Theory of stochastic processes, Springer Verlag, 3 volumi,[5] 2004-2007
- Random processes with independent increments, Kluwer 1991
- Asymptotic methods in the theory of stochastic differential equations , American Mathematical Society 1989
- Random linear operators, Reidel 1984
- Studies in the theory of random processes, Dover 1982[6]
- Stochastic equations for complex systems, Reidel/Kluwer 1988
- Stochastische Differentialgleichungen, Berlin, Akademie Verlag 1971
- Integration in Hilbert Space, Springer Verlag 1974
- con Yuri Vasilyevich Prokhorov: Basic principles and applications of probability theory, Springer Verlag 2005
- con Frank C. Hoppensteadt, Habib Salehi: Random perturbation methods with applications in science and engineering, Springer Verlag 2002